# Двухходовая задача
Двухходо́вая зада́ча, двухходовка (англ. twomover) — шахматная задача, в которой некоторое условие необходимо выполнить не более чем в 2 хода.
- В ортодоксальной композиции: белые начинают и объявляют мат чёрным. Ортодоксальная двухходовая задача является исторически сложившимся жанром шахматной композиции; по умолчанию термин «двухходовая задача» («Мат в 2 хода») означает именно «ортодоксальная двухходовая задача».
- В неортодоксальной композиции —
  - задача на кооперативный мат: чёрные начинают и помогают белым объявить мат чёрному королю;
  - задача на обратный мат: белые начинают и вынуждают чёрных объявить мат белому королю.
- В сказочных задачах возможной целью игры может быть достижение пата в 2 хода (прямой пат, кооперативный пат, обратный пат), также возможны новые правила игры или различные комбинации вышеперечисленных.

Широкое распространение ортодоксальная двухходовая задача получила в конце XIX века благодаря работам чешских и английских композиторов. Признана полноправным видом задачного творчества, многие её идеи обогатили трёх- и многоходовую тематику. В современной двухходовой задаче наиболее распространены различные виды перемены игры, функций ходов и другое.

## Примеры

### Ортодоксальная композиция
|   | a | b | c | d | e | f | g | h |   |
| - | --- | --- | --- | --- | --- | --- | --- | --- | - |
| 8 | c7 белый король · e7 белый ферзь · f7 чёрная пешка · h7 чёрный слон · c6 чёрная пешка · b5 чёрный король · a3 белая ладья · b3 белый слон · c3 чёрная пешка · g3 чёрная ладья · b1 белая ладья | c7 белый король · e7 белый ферзь · f7 чёрная пешка · h7 чёрный слон · c6 чёрная пешка · b5 чёрный король · a3 белая ладья · b3 белый слон · c3 чёрная пешка · g3 чёрная ладья · b1 белая ладья | c7 белый король · e7 белый ферзь · f7 чёрная пешка · h7 чёрный слон · c6 чёрная пешка · b5 чёрный король · a3 белая ладья · b3 белый слон · c3 чёрная пешка · g3 чёрная ладья · b1 белая ладья | c7 белый король · e7 белый ферзь · f7 чёрная пешка · h7 чёрный слон · c6 чёрная пешка · b5 чёрный король · a3 белая ладья · b3 белый слон · c3 чёрная пешка · g3 чёрная ладья · b1 белая ладья | c7 белый король · e7 белый ферзь · f7 чёрная пешка · h7 чёрный слон · c6 чёрная пешка · b5 чёрный король · a3 белая ладья · b3 белый слон · c3 чёрная пешка · g3 чёрная ладья · b1 белая ладья | c7 белый король · e7 белый ферзь · f7 чёрная пешка · h7 чёрный слон · c6 чёрная пешка · b5 чёрный король · a3 белая ладья · b3 белый слон · c3 чёрная пешка · g3 чёрная ладья · b1 белая ладья | c7 белый король · e7 белый ферзь · f7 чёрная пешка · h7 чёрный слон · c6 чёрная пешка · b5 чёрный король · a3 белая ладья · b3 белый слон · c3 чёрная пешка · g3 чёрная ладья · b1 белая ладья | c7 белый король · e7 белый ферзь · f7 чёрная пешка · h7 чёрный слон · c6 чёрная пешка · b5 чёрный король · a3 белая ладья · b3 белый слон · c3 чёрная пешка · g3 чёрная ладья · b1 белая ладья | 8 |
| 7 | c7 белый король · e7 белый ферзь · f7 чёрная пешка · h7 чёрный слон · c6 чёрная пешка · b5 чёрный король · a3 белая ладья · b3 белый слон · c3 чёрная пешка · g3 чёрная ладья · b1 белая ладья | c7 белый король · e7 белый ферзь · f7 чёрная пешка · h7 чёрный слон · c6 чёрная пешка · b5 чёрный король · a3 белая ладья · b3 белый слон · c3 чёрная пешка · g3 чёрная ладья · b1 белая ладья | c7 белый король · e7 белый ферзь · f7 чёрная пешка · h7 чёрный слон · c6 чёрная пешка · b5 чёрный король · a3 белая ладья · b3 белый слон · c3 чёрная пешка · g3 чёрная ладья · b1 белая ладья | c7 белый король · e7 белый ферзь · f7 чёрная пешка · h7 чёрный слон · c6 чёрная пешка · b5 чёрный король · a3 белая ладья · b3 белый слон · c3 чёрная пешка · g3 чёрная ладья · b1 белая ладья | c7 белый король · e7 белый ферзь · f7 чёрная пешка · h7 чёрный слон · c6 чёрная пешка · b5 чёрный король · a3 белая ладья · b3 белый слон · c3 чёрная пешка · g3 чёрная ладья · b1 белая ладья | c7 белый король · e7 белый ферзь · f7 чёрная пешка · h7 чёрный слон · c6 чёрная пешка · b5 чёрный король · a3 белая ладья · b3 белый слон · c3 чёрная пешка · g3 чёрная ладья · b1 белая ладья | c7 белый король · e7 белый ферзь · f7 чёрная пешка · h7 чёрный слон · c6 чёрная пешка · b5 чёрный король · a3 белая ладья · b3 белый слон · c3 чёрная пешка · g3 чёрная ладья · b1 белая ладья | c7 белый король · e7 белый ферзь · f7 чёрная пешка · h7 чёрный слон · c6 чёрная пешка · b5 чёрный король · a3 белая ладья · b3 белый слон · c3 чёрная пешка · g3 чёрная ладья · b1 белая ладья | 7 |
| 6 | c7 белый король · e7 белый ферзь · f7 чёрная пешка · h7 чёрный слон · c6 чёрная пешка · b5 чёрный король · a3 белая ладья · b3 белый слон · c3 чёрная пешка · g3 чёрная ладья · b1 белая ладья | c7 белый король · e7 белый ферзь · f7 чёрная пешка · h7 чёрный слон · c6 чёрная пешка · b5 чёрный король · a3 белая ладья · b3 белый слон · c3 чёрная пешка · g3 чёрная ладья · b1 белая ладья | c7 белый король · e7 белый ферзь · f7 чёрная пешка · h7 чёрный слон · c6 чёрная пешка · b5 чёрный король · a3 белая ладья · b3 белый слон · c3 чёрная пешка · g3 чёрная ладья · b1 белая ладья | c7 белый король · e7 белый ферзь · f7 чёрная пешка · h7 чёрный слон · c6 чёрная пешка · b5 чёрный король · a3 белая ладья · b3 белый слон · c3 чёрная пешка · g3 чёрная ладья · b1 белая ладья | c7 белый король · e7 белый ферзь · f7 чёрная пешка · h7 чёрный слон · c6 чёрная пешка · b5 чёрный король · a3 белая ладья · b3 белый слон · c3 чёрная пешка · g3 чёрная ладья · b1 белая ладья | c7 белый король · e7 белый ферзь · f7 чёрная пешка · h7 чёрный слон · c6 чёрная пешка · b5 чёрный король · a3 белая ладья · b3 белый слон · c3 чёрная пешка · g3 чёрная ладья · b1 белая ладья | c7 белый король · e7 белый ферзь · f7 чёрная пешка · h7 чёрный слон · c6 чёрная пешка · b5 чёрный король · a3 белая ладья · b3 белый слон · c3 чёрная пешка · g3 чёрная ладья · b1 белая ладья | c7 белый король · e7 белый ферзь · f7 чёрная пешка · h7 чёрный слон · c6 чёрная пешка · b5 чёрный король · a3 белая ладья · b3 белый слон · c3 чёрная пешка · g3 чёрная ладья · b1 белая ладья | 6 |
| 5 | c7 белый король · e7 белый ферзь · f7 чёрная пешка · h7 чёрный слон · c6 чёрная пешка · b5 чёрный король · a3 белая ладья · b3 белый слон · c3 чёрная пешка · g3 чёрная ладья · b1 белая ладья | c7 белый король · e7 белый ферзь · f7 чёрная пешка · h7 чёрный слон · c6 чёрная пешка · b5 чёрный король · a3 белая ладья · b3 белый слон · c3 чёрная пешка · g3 чёрная ладья · b1 белая ладья | c7 белый король · e7 белый ферзь · f7 чёрная пешка · h7 чёрный слон · c6 чёрная пешка · b5 чёрный король · a3 белая ладья · b3 белый слон · c3 чёрная пешка · g3 чёрная ладья · b1 белая ладья | c7 белый король · e7 белый ферзь · f7 чёрная пешка · h7 чёрный слон · c6 чёрная пешка · b5 чёрный король · a3 белая ладья · b3 белый слон · c3 чёрная пешка · g3 чёрная ладья · b1 белая ладья | c7 белый король · e7 белый ферзь · f7 чёрная пешка · h7 чёрный слон · c6 чёрная пешка · b5 чёрный король · a3 белая ладья · b3 белый слон · c3 чёрная пешка · g3 чёрная ладья · b1 белая ладья | c7 белый король · e7 белый ферзь · f7 чёрная пешка · h7 чёрный слон · c6 чёрная пешка · b5 чёрный король · a3 белая ладья · b3 белый слон · c3 чёрная пешка · g3 чёрная ладья · b1 белая ладья | c7 белый король · e7 белый ферзь · f7 чёрная пешка · h7 чёрный слон · c6 чёрная пешка · b5 чёрный король · a3 белая ладья · b3 белый слон · c3 чёрная пешка · g3 чёрная ладья · b1 белая ладья | c7 белый король · e7 белый ферзь · f7 чёрная пешка · h7 чёрный слон · c6 чёрная пешка · b5 чёрный король · a3 белая ладья · b3 белый слон · c3 чёрная пешка · g3 чёрная ладья · b1 белая ладья | 5 |
| 4 | c7 белый король · e7 белый ферзь · f7 чёрная пешка · h7 чёрный слон · c6 чёрная пешка · b5 чёрный король · a3 белая ладья · b3 белый слон · c3 чёрная пешка · g3 чёрная ладья · b1 белая ладья | c7 белый король · e7 белый ферзь · f7 чёрная пешка · h7 чёрный слон · c6 чёрная пешка · b5 чёрный король · a3 белая ладья · b3 белый слон · c3 чёрная пешка · g3 чёрная ладья · b1 белая ладья | c7 белый король · e7 белый ферзь · f7 чёрная пешка · h7 чёрный слон · c6 чёрная пешка · b5 чёрный король · a3 белая ладья · b3 белый слон · c3 чёрная пешка · g3 чёрная ладья · b1 белая ладья | c7 белый король · e7 белый ферзь · f7 чёрная пешка · h7 чёрный слон · c6 чёрная пешка · b5 чёрный король · a3 белая ладья · b3 белый слон · c3 чёрная пешка · g3 чёрная ладья · b1 белая ладья | c7 белый король · e7 белый ферзь · f7 чёрная пешка · h7 чёрный слон · c6 чёрная пешка · b5 чёрный король · a3 белая ладья · b3 белый слон · c3 чёрная пешка · g3 чёрная ладья · b1 белая ладья | c7 белый король · e7 белый ферзь · f7 чёрная пешка · h7 чёрный слон · c6 чёрная пешка · b5 чёрный король · a3 белая ладья · b3 белый слон · c3 чёрная пешка · g3 чёрная ладья · b1 белая ладья | c7 белый король · e7 белый ферзь · f7 чёрная пешка · h7 чёрный слон · c6 чёрная пешка · b5 чёрный король · a3 белая ладья · b3 белый слон · c3 чёрная пешка · g3 чёрная ладья · b1 белая ладья | c7 белый король · e7 белый ферзь · f7 чёрная пешка · h7 чёрный слон · c6 чёрная пешка · b5 чёрный король · a3 белая ладья · b3 белый слон · c3 чёрная пешка · g3 чёрная ладья · b1 белая ладья | 4 |
| 3 | c7 белый король · e7 белый ферзь · f7 чёрная пешка · h7 чёрный слон · c6 чёрная пешка · b5 чёрный король · a3 белая ладья · b3 белый слон · c3 чёрная пешка · g3 чёрная ладья · b1 белая ладья | c7 белый король · e7 белый ферзь · f7 чёрная пешка · h7 чёрный слон · c6 чёрная пешка · b5 чёрный король · a3 белая ладья · b3 белый слон · c3 чёрная пешка · g3 чёрная ладья · b1 белая ладья | c7 белый король · e7 белый ферзь · f7 чёрная пешка · h7 чёрный слон · c6 чёрная пешка · b5 чёрный король · a3 белая ладья · b3 белый слон · c3 чёрная пешка · g3 чёрная ладья · b1 белая ладья | c7 белый король · e7 белый ферзь · f7 чёрная пешка · h7 чёрный слон · c6 чёрная пешка · b5 чёрный король · a3 белая ладья · b3 белый слон · c3 чёрная пешка · g3 чёрная ладья · b1 белая ладья | c7 белый король · e7 белый ферзь · f7 чёрная пешка · h7 чёрный слон · c6 чёрная пешка · b5 чёрный король · a3 белая ладья · b3 белый слон · c3 чёрная пешка · g3 чёрная ладья · b1 белая ладья | c7 белый король · e7 белый ферзь · f7 чёрная пешка · h7 чёрный слон · c6 чёрная пешка · b5 чёрный король · a3 белая ладья · b3 белый слон · c3 чёрная пешка · g3 чёрная ладья · b1 белая ладья | c7 белый король · e7 белый ферзь · f7 чёрная пешка · h7 чёрный слон · c6 чёрная пешка · b5 чёрный король · a3 белая ладья · b3 белый слон · c3 чёрная пешка · g3 чёрная ладья · b1 белая ладья | c7 белый король · e7 белый ферзь · f7 чёрная пешка · h7 чёрный слон · c6 чёрная пешка · b5 чёрный король · a3 белая ладья · b3 белый слон · c3 чёрная пешка · g3 чёрная ладья · b1 белая ладья | 3 |
| 2 | c7 белый король · e7 белый ферзь · f7 чёрная пешка · h7 чёрный слон · c6 чёрная пешка · b5 чёрный король · a3 белая ладья · b3 белый слон · c3 чёрная пешка · g3 чёрная ладья · b1 белая ладья | c7 белый король · e7 белый ферзь · f7 чёрная пешка · h7 чёрный слон · c6 чёрная пешка · b5 чёрный король · a3 белая ладья · b3 белый слон · c3 чёрная пешка · g3 чёрная ладья · b1 белая ладья | c7 белый король · e7 белый ферзь · f7 чёрная пешка · h7 чёрный слон · c6 чёрная пешка · b5 чёрный король · a3 белая ладья · b3 белый слон · c3 чёрная пешка · g3 чёрная ладья · b1 белая ладья | c7 белый король · e7 белый ферзь · f7 чёрная пешка · h7 чёрный слон · c6 чёрная пешка · b5 чёрный король · a3 белая ладья · b3 белый слон · c3 чёрная пешка · g3 чёрная ладья · b1 белая ладья | c7 белый король · e7 белый ферзь · f7 чёрная пешка · h7 чёрный слон · c6 чёрная пешка · b5 чёрный король · a3 белая ладья · b3 белый слон · c3 чёрная пешка · g3 чёрная ладья · b1 белая ладья | c7 белый король · e7 белый ферзь · f7 чёрная пешка · h7 чёрный слон · c6 чёрная пешка · b5 чёрный король · a3 белая ладья · b3 белый слон · c3 чёрная пешка · g3 чёрная ладья · b1 белая ладья | c7 белый король · e7 белый ферзь · f7 чёрная пешка · h7 чёрный слон · c6 чёрная пешка · b5 чёрный король · a3 белая ладья · b3 белый слон · c3 чёрная пешка · g3 чёрная ладья · b1 белая ладья | c7 белый король · e7 белый ферзь · f7 чёрная пешка · h7 чёрный слон · c6 чёрная пешка · b5 чёрный король · a3 белая ладья · b3 белый слон · c3 чёрная пешка · g3 чёрная ладья · b1 белая ладья | 2 |
| 1 | c7 белый король · e7 белый ферзь · f7 чёрная пешка · h7 чёрный слон · c6 чёрная пешка · b5 чёрный король · a3 белая ладья · b3 белый слон · c3 чёрная пешка · g3 чёрная ладья · b1 белая ладья | c7 белый король · e7 белый ферзь · f7 чёрная пешка · h7 чёрный слон · c6 чёрная пешка · b5 чёрный король · a3 белая ладья · b3 белый слон · c3 чёрная пешка · g3 чёрная ладья · b1 белая ладья | c7 белый король · e7 белый ферзь · f7 чёрная пешка · h7 чёрный слон · c6 чёрная пешка · b5 чёрный король · a3 белая ладья · b3 белый слон · c3 чёрная пешка · g3 чёрная ладья · b1 белая ладья | c7 белый король · e7 белый ферзь · f7 чёрная пешка · h7 чёрный слон · c6 чёрная пешка · b5 чёрный король · a3 белая ладья · b3 белый слон · c3 чёрная пешка · g3 чёрная ладья · b1 белая ладья | c7 белый король · e7 белый ферзь · f7 чёрная пешка · h7 чёрный слон · c6 чёрная пешка · b5 чёрный король · a3 белая ладья · b3 белый слон · c3 чёрная пешка · g3 чёрная ладья · b1 белая ладья | c7 белый король · e7 белый ферзь · f7 чёрная пешка · h7 чёрный слон · c6 чёрная пешка · b5 чёрный король · a3 белая ладья · b3 белый слон · c3 чёрная пешка · g3 чёрная ладья · b1 белая ладья | c7 белый король · e7 белый ферзь · f7 чёрная пешка · h7 чёрный слон · c6 чёрная пешка · b5 чёрный король · a3 белая ладья · b3 белый слон · c3 чёрная пешка · g3 чёрная ладья · b1 белая ладья | c7 белый король · e7 белый ферзь · f7 чёрная пешка · h7 чёрный слон · c6 чёрная пешка · b5 чёрный король · a3 белая ладья · b3 белый слон · c3 чёрная пешка · g3 чёрная ладья · b1 белая ладья | 1 |
|   | a | b | c | d | e | f | g | h |   |

«Классическая задача с великолепным тематическим вступлением, после которого белый король оказывается под шахами, а у чёрного визави появляются два свободных поля» (Владимиров Я. «1000 шахматных задач»).
Решение: 1.Kpd6! угроза 2.Фb7# 

1...Лd3+ 2.Cd5# 

1...Лg6+ 2.Ce6# 

1...Kpb6 2.Cc2# 

1...Kpb4 2.Kp:c6#
|   | a | b | c | d | e | f | g | h |   |
| - | --- | --- | --- | --- | --- | --- | --- | --- | - |
| 8 | a8 белый король · f8 белый слон · g8 белый слон · b7 белый ферзь · f6 чёрная пешка · c4 белая ладья · f4 чёрная ладья · h4 чёрная ладья · a3 белый конь · d3 белый конь · g3 чёрный ферзь · a2 чёрный король · b2 чёрная пешка · d2 чёрная пешка · f2 чёрная пешка · h2 чёрная пешка · a1 чёрный слон | a8 белый король · f8 белый слон · g8 белый слон · b7 белый ферзь · f6 чёрная пешка · c4 белая ладья · f4 чёрная ладья · h4 чёрная ладья · a3 белый конь · d3 белый конь · g3 чёрный ферзь · a2 чёрный король · b2 чёрная пешка · d2 чёрная пешка · f2 чёрная пешка · h2 чёрная пешка · a1 чёрный слон | a8 белый король · f8 белый слон · g8 белый слон · b7 белый ферзь · f6 чёрная пешка · c4 белая ладья · f4 чёрная ладья · h4 чёрная ладья · a3 белый конь · d3 белый конь · g3 чёрный ферзь · a2 чёрный король · b2 чёрная пешка · d2 чёрная пешка · f2 чёрная пешка · h2 чёрная пешка · a1 чёрный слон | a8 белый король · f8 белый слон · g8 белый слон · b7 белый ферзь · f6 чёрная пешка · c4 белая ладья · f4 чёрная ладья · h4 чёрная ладья · a3 белый конь · d3 белый конь · g3 чёрный ферзь · a2 чёрный король · b2 чёрная пешка · d2 чёрная пешка · f2 чёрная пешка · h2 чёрная пешка · a1 чёрный слон | a8 белый король · f8 белый слон · g8 белый слон · b7 белый ферзь · f6 чёрная пешка · c4 белая ладья · f4 чёрная ладья · h4 чёрная ладья · a3 белый конь · d3 белый конь · g3 чёрный ферзь · a2 чёрный король · b2 чёрная пешка · d2 чёрная пешка · f2 чёрная пешка · h2 чёрная пешка · a1 чёрный слон | a8 белый король · f8 белый слон · g8 белый слон · b7 белый ферзь · f6 чёрная пешка · c4 белая ладья · f4 чёрная ладья · h4 чёрная ладья · a3 белый конь · d3 белый конь · g3 чёрный ферзь · a2 чёрный король · b2 чёрная пешка · d2 чёрная пешка · f2 чёрная пешка · h2 чёрная пешка · a1 чёрный слон | a8 белый король · f8 белый слон · g8 белый слон · b7 белый ферзь · f6 чёрная пешка · c4 белая ладья · f4 чёрная ладья · h4 чёрная ладья · a3 белый конь · d3 белый конь · g3 чёрный ферзь · a2 чёрный король · b2 чёрная пешка · d2 чёрная пешка · f2 чёрная пешка · h2 чёрная пешка · a1 чёрный слон | a8 белый король · f8 белый слон · g8 белый слон · b7 белый ферзь · f6 чёрная пешка · c4 белая ладья · f4 чёрная ладья · h4 чёрная ладья · a3 белый конь · d3 белый конь · g3 чёрный ферзь · a2 чёрный король · b2 чёрная пешка · d2 чёрная пешка · f2 чёрная пешка · h2 чёрная пешка · a1 чёрный слон | 8 |
| 7 | a8 белый король · f8 белый слон · g8 белый слон · b7 белый ферзь · f6 чёрная пешка · c4 белая ладья · f4 чёрная ладья · h4 чёрная ладья · a3 белый конь · d3 белый конь · g3 чёрный ферзь · a2 чёрный король · b2 чёрная пешка · d2 чёрная пешка · f2 чёрная пешка · h2 чёрная пешка · a1 чёрный слон | a8 белый король · f8 белый слон · g8 белый слон · b7 белый ферзь · f6 чёрная пешка · c4 белая ладья · f4 чёрная ладья · h4 чёрная ладья · a3 белый конь · d3 белый конь · g3 чёрный ферзь · a2 чёрный король · b2 чёрная пешка · d2 чёрная пешка · f2 чёрная пешка · h2 чёрная пешка · a1 чёрный слон | a8 белый король · f8 белый слон · g8 белый слон · b7 белый ферзь · f6 чёрная пешка · c4 белая ладья · f4 чёрная ладья · h4 чёрная ладья · a3 белый конь · d3 белый конь · g3 чёрный ферзь · a2 чёрный король · b2 чёрная пешка · d2 чёрная пешка · f2 чёрная пешка · h2 чёрная пешка · a1 чёрный слон | a8 белый король · f8 белый слон · g8 белый слон · b7 белый ферзь · f6 чёрная пешка · c4 белая ладья · f4 чёрная ладья · h4 чёрная ладья · a3 белый конь · d3 белый конь · g3 чёрный ферзь · a2 чёрный король · b2 чёрная пешка · d2 чёрная пешка · f2 чёрная пешка · h2 чёрная пешка · a1 чёрный слон | a8 белый король · f8 белый слон · g8 белый слон · b7 белый ферзь · f6 чёрная пешка · c4 белая ладья · f4 чёрная ладья · h4 чёрная ладья · a3 белый конь · d3 белый конь · g3 чёрный ферзь · a2 чёрный король · b2 чёрная пешка · d2 чёрная пешка · f2 чёрная пешка · h2 чёрная пешка · a1 чёрный слон | a8 белый король · f8 белый слон · g8 белый слон · b7 белый ферзь · f6 чёрная пешка · c4 белая ладья · f4 чёрная ладья · h4 чёрная ладья · a3 белый конь · d3 белый конь · g3 чёрный ферзь · a2 чёрный король · b2 чёрная пешка · d2 чёрная пешка · f2 чёрная пешка · h2 чёрная пешка · a1 чёрный слон | a8 белый король · f8 белый слон · g8 белый слон · b7 белый ферзь · f6 чёрная пешка · c4 белая ладья · f4 чёрная ладья · h4 чёрная ладья · a3 белый конь · d3 белый конь · g3 чёрный ферзь · a2 чёрный король · b2 чёрная пешка · d2 чёрная пешка · f2 чёрная пешка · h2 чёрная пешка · a1 чёрный слон | a8 белый король · f8 белый слон · g8 белый слон · b7 белый ферзь · f6 чёрная пешка · c4 белая ладья · f4 чёрная ладья · h4 чёрная ладья · a3 белый конь · d3 белый конь · g3 чёрный ферзь · a2 чёрный король · b2 чёрная пешка · d2 чёрная пешка · f2 чёрная пешка · h2 чёрная пешка · a1 чёрный слон | 7 |
| 6 | a8 белый король · f8 белый слон · g8 белый слон · b7 белый ферзь · f6 чёрная пешка · c4 белая ладья · f4 чёрная ладья · h4 чёрная ладья · a3 белый конь · d3 белый конь · g3 чёрный ферзь · a2 чёрный король · b2 чёрная пешка · d2 чёрная пешка · f2 чёрная пешка · h2 чёрная пешка · a1 чёрный слон | a8 белый король · f8 белый слон · g8 белый слон · b7 белый ферзь · f6 чёрная пешка · c4 белая ладья · f4 чёрная ладья · h4 чёрная ладья · a3 белый конь · d3 белый конь · g3 чёрный ферзь · a2 чёрный король · b2 чёрная пешка · d2 чёрная пешка · f2 чёрная пешка · h2 чёрная пешка · a1 чёрный слон | a8 белый король · f8 белый слон · g8 белый слон · b7 белый ферзь · f6 чёрная пешка · c4 белая ладья · f4 чёрная ладья · h4 чёрная ладья · a3 белый конь · d3 белый конь · g3 чёрный ферзь · a2 чёрный король · b2 чёрная пешка · d2 чёрная пешка · f2 чёрная пешка · h2 чёрная пешка · a1 чёрный слон | a8 белый король · f8 белый слон · g8 белый слон · b7 белый ферзь · f6 чёрная пешка · c4 белая ладья · f4 чёрная ладья · h4 чёрная ладья · a3 белый конь · d3 белый конь · g3 чёрный ферзь · a2 чёрный король · b2 чёрная пешка · d2 чёрная пешка · f2 чёрная пешка · h2 чёрная пешка · a1 чёрный слон | a8 белый король · f8 белый слон · g8 белый слон · b7 белый ферзь · f6 чёрная пешка · c4 белая ладья · f4 чёрная ладья · h4 чёрная ладья · a3 белый конь · d3 белый конь · g3 чёрный ферзь · a2 чёрный король · b2 чёрная пешка · d2 чёрная пешка · f2 чёрная пешка · h2 чёрная пешка · a1 чёрный слон | a8 белый король · f8 белый слон · g8 белый слон · b7 белый ферзь · f6 чёрная пешка · c4 белая ладья · f4 чёрная ладья · h4 чёрная ладья · a3 белый конь · d3 белый конь · g3 чёрный ферзь · a2 чёрный король · b2 чёрная пешка · d2 чёрная пешка · f2 чёрная пешка · h2 чёрная пешка · a1 чёрный слон | a8 белый король · f8 белый слон · g8 белый слон · b7 белый ферзь · f6 чёрная пешка · c4 белая ладья · f4 чёрная ладья · h4 чёрная ладья · a3 белый конь · d3 белый конь · g3 чёрный ферзь · a2 чёрный король · b2 чёрная пешка · d2 чёрная пешка · f2 чёрная пешка · h2 чёрная пешка · a1 чёрный слон | a8 белый король · f8 белый слон · g8 белый слон · b7 белый ферзь · f6 чёрная пешка · c4 белая ладья · f4 чёрная ладья · h4 чёрная ладья · a3 белый конь · d3 белый конь · g3 чёрный ферзь · a2 чёрный король · b2 чёрная пешка · d2 чёрная пешка · f2 чёрная пешка · h2 чёрная пешка · a1 чёрный слон | 6 |
| 5 | a8 белый король · f8 белый слон · g8 белый слон · b7 белый ферзь · f6 чёрная пешка · c4 белая ладья · f4 чёрная ладья · h4 чёрная ладья · a3 белый конь · d3 белый конь · g3 чёрный ферзь · a2 чёрный король · b2 чёрная пешка · d2 чёрная пешка · f2 чёрная пешка · h2 чёрная пешка · a1 чёрный слон | a8 белый король · f8 белый слон · g8 белый слон · b7 белый ферзь · f6 чёрная пешка · c4 белая ладья · f4 чёрная ладья · h4 чёрная ладья · a3 белый конь · d3 белый конь · g3 чёрный ферзь · a2 чёрный король · b2 чёрная пешка · d2 чёрная пешка · f2 чёрная пешка · h2 чёрная пешка · a1 чёрный слон | a8 белый король · f8 белый слон · g8 белый слон · b7 белый ферзь · f6 чёрная пешка · c4 белая ладья · f4 чёрная ладья · h4 чёрная ладья · a3 белый конь · d3 белый конь · g3 чёрный ферзь · a2 чёрный король · b2 чёрная пешка · d2 чёрная пешка · f2 чёрная пешка · h2 чёрная пешка · a1 чёрный слон | a8 белый король · f8 белый слон · g8 белый слон · b7 белый ферзь · f6 чёрная пешка · c4 белая ладья · f4 чёрная ладья · h4 чёрная ладья · a3 белый конь · d3 белый конь · g3 чёрный ферзь · a2 чёрный король · b2 чёрная пешка · d2 чёрная пешка · f2 чёрная пешка · h2 чёрная пешка · a1 чёрный слон | a8 белый король · f8 белый слон · g8 белый слон · b7 белый ферзь · f6 чёрная пешка · c4 белая ладья · f4 чёрная ладья · h4 чёрная ладья · a3 белый конь · d3 белый конь · g3 чёрный ферзь · a2 чёрный король · b2 чёрная пешка · d2 чёрная пешка · f2 чёрная пешка · h2 чёрная пешка · a1 чёрный слон | a8 белый король · f8 белый слон · g8 белый слон · b7 белый ферзь · f6 чёрная пешка · c4 белая ладья · f4 чёрная ладья · h4 чёрная ладья · a3 белый конь · d3 белый конь · g3 чёрный ферзь · a2 чёрный король · b2 чёрная пешка · d2 чёрная пешка · f2 чёрная пешка · h2 чёрная пешка · a1 чёрный слон | a8 белый король · f8 белый слон · g8 белый слон · b7 белый ферзь · f6 чёрная пешка · c4 белая ладья · f4 чёрная ладья · h4 чёрная ладья · a3 белый конь · d3 белый конь · g3 чёрный ферзь · a2 чёрный король · b2 чёрная пешка · d2 чёрная пешка · f2 чёрная пешка · h2 чёрная пешка · a1 чёрный слон | a8 белый король · f8 белый слон · g8 белый слон · b7 белый ферзь · f6 чёрная пешка · c4 белая ладья · f4 чёрная ладья · h4 чёрная ладья · a3 белый конь · d3 белый конь · g3 чёрный ферзь · a2 чёрный король · b2 чёрная пешка · d2 чёрная пешка · f2 чёрная пешка · h2 чёрная пешка · a1 чёрный слон | 5 |
| 4 | a8 белый король · f8 белый слон · g8 белый слон · b7 белый ферзь · f6 чёрная пешка · c4 белая ладья · f4 чёрная ладья · h4 чёрная ладья · a3 белый конь · d3 белый конь · g3 чёрный ферзь · a2 чёрный король · b2 чёрная пешка · d2 чёрная пешка · f2 чёрная пешка · h2 чёрная пешка · a1 чёрный слон | a8 белый король · f8 белый слон · g8 белый слон · b7 белый ферзь · f6 чёрная пешка · c4 белая ладья · f4 чёрная ладья · h4 чёрная ладья · a3 белый конь · d3 белый конь · g3 чёрный ферзь · a2 чёрный король · b2 чёрная пешка · d2 чёрная пешка · f2 чёрная пешка · h2 чёрная пешка · a1 чёрный слон | a8 белый король · f8 белый слон · g8 белый слон · b7 белый ферзь · f6 чёрная пешка · c4 белая ладья · f4 чёрная ладья · h4 чёрная ладья · a3 белый конь · d3 белый конь · g3 чёрный ферзь · a2 чёрный король · b2 чёрная пешка · d2 чёрная пешка · f2 чёрная пешка · h2 чёрная пешка · a1 чёрный слон | a8 белый король · f8 белый слон · g8 белый слон · b7 белый ферзь · f6 чёрная пешка · c4 белая ладья · f4 чёрная ладья · h4 чёрная ладья · a3 белый конь · d3 белый конь · g3 чёрный ферзь · a2 чёрный король · b2 чёрная пешка · d2 чёрная пешка · f2 чёрная пешка · h2 чёрная пешка · a1 чёрный слон | a8 белый король · f8 белый слон · g8 белый слон · b7 белый ферзь · f6 чёрная пешка · c4 белая ладья · f4 чёрная ладья · h4 чёрная ладья · a3 белый конь · d3 белый конь · g3 чёрный ферзь · a2 чёрный король · b2 чёрная пешка · d2 чёрная пешка · f2 чёрная пешка · h2 чёрная пешка · a1 чёрный слон | a8 белый король · f8 белый слон · g8 белый слон · b7 белый ферзь · f6 чёрная пешка · c4 белая ладья · f4 чёрная ладья · h4 чёрная ладья · a3 белый конь · d3 белый конь · g3 чёрный ферзь · a2 чёрный король · b2 чёрная пешка · d2 чёрная пешка · f2 чёрная пешка · h2 чёрная пешка · a1 чёрный слон | a8 белый король · f8 белый слон · g8 белый слон · b7 белый ферзь · f6 чёрная пешка · c4 белая ладья · f4 чёрная ладья · h4 чёрная ладья · a3 белый конь · d3 белый конь · g3 чёрный ферзь · a2 чёрный король · b2 чёрная пешка · d2 чёрная пешка · f2 чёрная пешка · h2 чёрная пешка · a1 чёрный слон | a8 белый король · f8 белый слон · g8 белый слон · b7 белый ферзь · f6 чёрная пешка · c4 белая ладья · f4 чёрная ладья · h4 чёрная ладья · a3 белый конь · d3 белый конь · g3 чёрный ферзь · a2 чёрный король · b2 чёрная пешка · d2 чёрная пешка · f2 чёрная пешка · h2 чёрная пешка · a1 чёрный слон | 4 |
| 3 | a8 белый король · f8 белый слон · g8 белый слон · b7 белый ферзь · f6 чёрная пешка · c4 белая ладья · f4 чёрная ладья · h4 чёрная ладья · a3 белый конь · d3 белый конь · g3 чёрный ферзь · a2 чёрный король · b2 чёрная пешка · d2 чёрная пешка · f2 чёрная пешка · h2 чёрная пешка · a1 чёрный слон | a8 белый король · f8 белый слон · g8 белый слон · b7 белый ферзь · f6 чёрная пешка · c4 белая ладья · f4 чёрная ладья · h4 чёрная ладья · a3 белый конь · d3 белый конь · g3 чёрный ферзь · a2 чёрный король · b2 чёрная пешка · d2 чёрная пешка · f2 чёрная пешка · h2 чёрная пешка · a1 чёрный слон | a8 белый король · f8 белый слон · g8 белый слон · b7 белый ферзь · f6 чёрная пешка · c4 белая ладья · f4 чёрная ладья · h4 чёрная ладья · a3 белый конь · d3 белый конь · g3 чёрный ферзь · a2 чёрный король · b2 чёрная пешка · d2 чёрная пешка · f2 чёрная пешка · h2 чёрная пешка · a1 чёрный слон | a8 белый король · f8 белый слон · g8 белый слон · b7 белый ферзь · f6 чёрная пешка · c4 белая ладья · f4 чёрная ладья · h4 чёрная ладья · a3 белый конь · d3 белый конь · g3 чёрный ферзь · a2 чёрный король · b2 чёрная пешка · d2 чёрная пешка · f2 чёрная пешка · h2 чёрная пешка · a1 чёрный слон | a8 белый король · f8 белый слон · g8 белый слон · b7 белый ферзь · f6 чёрная пешка · c4 белая ладья · f4 чёрная ладья · h4 чёрная ладья · a3 белый конь · d3 белый конь · g3 чёрный ферзь · a2 чёрный король · b2 чёрная пешка · d2 чёрная пешка · f2 чёрная пешка · h2 чёрная пешка · a1 чёрный слон | a8 белый король · f8 белый слон · g8 белый слон · b7 белый ферзь · f6 чёрная пешка · c4 белая ладья · f4 чёрная ладья · h4 чёрная ладья · a3 белый конь · d3 белый конь · g3 чёрный ферзь · a2 чёрный король · b2 чёрная пешка · d2 чёрная пешка · f2 чёрная пешка · h2 чёрная пешка · a1 чёрный слон | a8 белый король · f8 белый слон · g8 белый слон · b7 белый ферзь · f6 чёрная пешка · c4 белая ладья · f4 чёрная ладья · h4 чёрная ладья · a3 белый конь · d3 белый конь · g3 чёрный ферзь · a2 чёрный король · b2 чёрная пешка · d2 чёрная пешка · f2 чёрная пешка · h2 чёрная пешка · a1 чёрный слон | a8 белый король · f8 белый слон · g8 белый слон · b7 белый ферзь · f6 чёрная пешка · c4 белая ладья · f4 чёрная ладья · h4 чёрная ладья · a3 белый конь · d3 белый конь · g3 чёрный ферзь · a2 чёрный король · b2 чёрная пешка · d2 чёрная пешка · f2 чёрная пешка · h2 чёрная пешка · a1 чёрный слон | 3 |
| 2 | a8 белый король · f8 белый слон · g8 белый слон · b7 белый ферзь · f6 чёрная пешка · c4 белая ладья · f4 чёрная ладья · h4 чёрная ладья · a3 белый конь · d3 белый конь · g3 чёрный ферзь · a2 чёрный король · b2 чёрная пешка · d2 чёрная пешка · f2 чёрная пешка · h2 чёрная пешка · a1 чёрный слон | a8 белый король · f8 белый слон · g8 белый слон · b7 белый ферзь · f6 чёрная пешка · c4 белая ладья · f4 чёрная ладья · h4 чёрная ладья · a3 белый конь · d3 белый конь · g3 чёрный ферзь · a2 чёрный король · b2 чёрная пешка · d2 чёрная пешка · f2 чёрная пешка · h2 чёрная пешка · a1 чёрный слон | a8 белый король · f8 белый слон · g8 белый слон · b7 белый ферзь · f6 чёрная пешка · c4 белая ладья · f4 чёрная ладья · h4 чёрная ладья · a3 белый конь · d3 белый конь · g3 чёрный ферзь · a2 чёрный король · b2 чёрная пешка · d2 чёрная пешка · f2 чёрная пешка · h2 чёрная пешка · a1 чёрный слон | a8 белый король · f8 белый слон · g8 белый слон · b7 белый ферзь · f6 чёрная пешка · c4 белая ладья · f4 чёрная ладья · h4 чёрная ладья · a3 белый конь · d3 белый конь · g3 чёрный ферзь · a2 чёрный король · b2 чёрная пешка · d2 чёрная пешка · f2 чёрная пешка · h2 чёрная пешка · a1 чёрный слон | a8 белый король · f8 белый слон · g8 белый слон · b7 белый ферзь · f6 чёрная пешка · c4 белая ладья · f4 чёрная ладья · h4 чёрная ладья · a3 белый конь · d3 белый конь · g3 чёрный ферзь · a2 чёрный король · b2 чёрная пешка · d2 чёрная пешка · f2 чёрная пешка · h2 чёрная пешка · a1 чёрный слон | a8 белый король · f8 белый слон · g8 белый слон · b7 белый ферзь · f6 чёрная пешка · c4 белая ладья · f4 чёрная ладья · h4 чёрная ладья · a3 белый конь · d3 белый конь · g3 чёрный ферзь · a2 чёрный король · b2 чёрная пешка · d2 чёрная пешка · f2 чёрная пешка · h2 чёрная пешка · a1 чёрный слон | a8 белый король · f8 белый слон · g8 белый слон · b7 белый ферзь · f6 чёрная пешка · c4 белая ладья · f4 чёрная ладья · h4 чёрная ладья · a3 белый конь · d3 белый конь · g3 чёрный ферзь · a2 чёрный король · b2 чёрная пешка · d2 чёрная пешка · f2 чёрная пешка · h2 чёрная пешка · a1 чёрный слон | a8 белый король · f8 белый слон · g8 белый слон · b7 белый ферзь · f6 чёрная пешка · c4 белая ладья · f4 чёрная ладья · h4 чёрная ладья · a3 белый конь · d3 белый конь · g3 чёрный ферзь · a2 чёрный король · b2 чёрная пешка · d2 чёрная пешка · f2 чёрная пешка · h2 чёрная пешка · a1 чёрный слон | 2 |
| 1 | a8 белый король · f8 белый слон · g8 белый слон · b7 белый ферзь · f6 чёрная пешка · c4 белая ладья · f4 чёрная ладья · h4 чёрная ладья · a3 белый конь · d3 белый конь · g3 чёрный ферзь · a2 чёрный король · b2 чёрная пешка · d2 чёрная пешка · f2 чёрная пешка · h2 чёрная пешка · a1 чёрный слон | a8 белый король · f8 белый слон · g8 белый слон · b7 белый ферзь · f6 чёрная пешка · c4 белая ладья · f4 чёрная ладья · h4 чёрная ладья · a3 белый конь · d3 белый конь · g3 чёрный ферзь · a2 чёрный король · b2 чёрная пешка · d2 чёрная пешка · f2 чёрная пешка · h2 чёрная пешка · a1 чёрный слон | a8 белый король · f8 белый слон · g8 белый слон · b7 белый ферзь · f6 чёрная пешка · c4 белая ладья · f4 чёрная ладья · h4 чёрная ладья · a3 белый конь · d3 белый конь · g3 чёрный ферзь · a2 чёрный король · b2 чёрная пешка · d2 чёрная пешка · f2 чёрная пешка · h2 чёрная пешка · a1 чёрный слон | a8 белый король · f8 белый слон · g8 белый слон · b7 белый ферзь · f6 чёрная пешка · c4 белая ладья · f4 чёрная ладья · h4 чёрная ладья · a3 белый конь · d3 белый конь · g3 чёрный ферзь · a2 чёрный король · b2 чёрная пешка · d2 чёрная пешка · f2 чёрная пешка · h2 чёрная пешка · a1 чёрный слон | a8 белый король · f8 белый слон · g8 белый слон · b7 белый ферзь · f6 чёрная пешка · c4 белая ладья · f4 чёрная ладья · h4 чёрная ладья · a3 белый конь · d3 белый конь · g3 чёрный ферзь · a2 чёрный король · b2 чёрная пешка · d2 чёрная пешка · f2 чёрная пешка · h2 чёрная пешка · a1 чёрный слон | a8 белый король · f8 белый слон · g8 белый слон · b7 белый ферзь · f6 чёрная пешка · c4 белая ладья · f4 чёрная ладья · h4 чёрная ладья · a3 белый конь · d3 белый конь · g3 чёрный ферзь · a2 чёрный король · b2 чёрная пешка · d2 чёрная пешка · f2 чёрная пешка · h2 чёрная пешка · a1 чёрный слон | a8 белый король · f8 белый слон · g8 белый слон · b7 белый ферзь · f6 чёрная пешка · c4 белая ладья · f4 чёрная ладья · h4 чёрная ладья · a3 белый конь · d3 белый конь · g3 чёрный ферзь · a2 чёрный король · b2 чёрная пешка · d2 чёрная пешка · f2 чёрная пешка · h2 чёрная пешка · a1 чёрный слон | a8 белый король · f8 белый слон · g8 белый слон · b7 белый ферзь · f6 чёрная пешка · c4 белая ладья · f4 чёрная ладья · h4 чёрная ладья · a3 белый конь · d3 белый конь · g3 чёрный ферзь · a2 чёрный король · b2 чёрная пешка · d2 чёрная пешка · f2 чёрная пешка · h2 чёрная пешка · a1 чёрный слон | 1 |
|   | a | b | c | d | e | f | g | h |   |

Решение: 1.Фf3!! с угрозой 2.Kb4# 

1...Ф:f3+ 2.Лe4# 

1...Л:f3 2.Лg4# 

1...Крb3 2.Кc1# 

1...b1Ф 2.Лc2#

### Неортодоксальная композиция
|   | a | b | c | d | e | f | g | h |   |
| - | --- | --- | --- | --- | --- | --- | --- | --- | - |
| 8 | b8 чёрный слон · e8 чёрный слон · f8 чёрный конь · c7 белая пешка · d7 белая пешка · b6 чёрная ладья · c6 чёрная пешка · d6 чёрный король · e6 чёрный конь · b5 чёрная ладья · e4 белая пешка · h4 чёрный ферзь · h3 белый слон · a1 белый король | b8 чёрный слон · e8 чёрный слон · f8 чёрный конь · c7 белая пешка · d7 белая пешка · b6 чёрная ладья · c6 чёрная пешка · d6 чёрный король · e6 чёрный конь · b5 чёрная ладья · e4 белая пешка · h4 чёрный ферзь · h3 белый слон · a1 белый король | b8 чёрный слон · e8 чёрный слон · f8 чёрный конь · c7 белая пешка · d7 белая пешка · b6 чёрная ладья · c6 чёрная пешка · d6 чёрный король · e6 чёрный конь · b5 чёрная ладья · e4 белая пешка · h4 чёрный ферзь · h3 белый слон · a1 белый король | b8 чёрный слон · e8 чёрный слон · f8 чёрный конь · c7 белая пешка · d7 белая пешка · b6 чёрная ладья · c6 чёрная пешка · d6 чёрный король · e6 чёрный конь · b5 чёрная ладья · e4 белая пешка · h4 чёрный ферзь · h3 белый слон · a1 белый король | b8 чёрный слон · e8 чёрный слон · f8 чёрный конь · c7 белая пешка · d7 белая пешка · b6 чёрная ладья · c6 чёрная пешка · d6 чёрный король · e6 чёрный конь · b5 чёрная ладья · e4 белая пешка · h4 чёрный ферзь · h3 белый слон · a1 белый король | b8 чёрный слон · e8 чёрный слон · f8 чёрный конь · c7 белая пешка · d7 белая пешка · b6 чёрная ладья · c6 чёрная пешка · d6 чёрный король · e6 чёрный конь · b5 чёрная ладья · e4 белая пешка · h4 чёрный ферзь · h3 белый слон · a1 белый король | b8 чёрный слон · e8 чёрный слон · f8 чёрный конь · c7 белая пешка · d7 белая пешка · b6 чёрная ладья · c6 чёрная пешка · d6 чёрный король · e6 чёрный конь · b5 чёрная ладья · e4 белая пешка · h4 чёрный ферзь · h3 белый слон · a1 белый король | b8 чёрный слон · e8 чёрный слон · f8 чёрный конь · c7 белая пешка · d7 белая пешка · b6 чёрная ладья · c6 чёрная пешка · d6 чёрный король · e6 чёрный конь · b5 чёрная ладья · e4 белая пешка · h4 чёрный ферзь · h3 белый слон · a1 белый король | 8 |
| 7 | b8 чёрный слон · e8 чёрный слон · f8 чёрный конь · c7 белая пешка · d7 белая пешка · b6 чёрная ладья · c6 чёрная пешка · d6 чёрный король · e6 чёрный конь · b5 чёрная ладья · e4 белая пешка · h4 чёрный ферзь · h3 белый слон · a1 белый король | b8 чёрный слон · e8 чёрный слон · f8 чёрный конь · c7 белая пешка · d7 белая пешка · b6 чёрная ладья · c6 чёрная пешка · d6 чёрный король · e6 чёрный конь · b5 чёрная ладья · e4 белая пешка · h4 чёрный ферзь · h3 белый слон · a1 белый король | b8 чёрный слон · e8 чёрный слон · f8 чёрный конь · c7 белая пешка · d7 белая пешка · b6 чёрная ладья · c6 чёрная пешка · d6 чёрный король · e6 чёрный конь · b5 чёрная ладья · e4 белая пешка · h4 чёрный ферзь · h3 белый слон · a1 белый король | b8 чёрный слон · e8 чёрный слон · f8 чёрный конь · c7 белая пешка · d7 белая пешка · b6 чёрная ладья · c6 чёрная пешка · d6 чёрный король · e6 чёрный конь · b5 чёрная ладья · e4 белая пешка · h4 чёрный ферзь · h3 белый слон · a1 белый король | b8 чёрный слон · e8 чёрный слон · f8 чёрный конь · c7 белая пешка · d7 белая пешка · b6 чёрная ладья · c6 чёрная пешка · d6 чёрный король · e6 чёрный конь · b5 чёрная ладья · e4 белая пешка · h4 чёрный ферзь · h3 белый слон · a1 белый король | b8 чёрный слон · e8 чёрный слон · f8 чёрный конь · c7 белая пешка · d7 белая пешка · b6 чёрная ладья · c6 чёрная пешка · d6 чёрный король · e6 чёрный конь · b5 чёрная ладья · e4 белая пешка · h4 чёрный ферзь · h3 белый слон · a1 белый король | b8 чёрный слон · e8 чёрный слон · f8 чёрный конь · c7 белая пешка · d7 белая пешка · b6 чёрная ладья · c6 чёрная пешка · d6 чёрный король · e6 чёрный конь · b5 чёрная ладья · e4 белая пешка · h4 чёрный ферзь · h3 белый слон · a1 белый король | b8 чёрный слон · e8 чёрный слон · f8 чёрный конь · c7 белая пешка · d7 белая пешка · b6 чёрная ладья · c6 чёрная пешка · d6 чёрный король · e6 чёрный конь · b5 чёрная ладья · e4 белая пешка · h4 чёрный ферзь · h3 белый слон · a1 белый король | 7 |
| 6 | b8 чёрный слон · e8 чёрный слон · f8 чёрный конь · c7 белая пешка · d7 белая пешка · b6 чёрная ладья · c6 чёрная пешка · d6 чёрный король · e6 чёрный конь · b5 чёрная ладья · e4 белая пешка · h4 чёрный ферзь · h3 белый слон · a1 белый король | b8 чёрный слон · e8 чёрный слон · f8 чёрный конь · c7 белая пешка · d7 белая пешка · b6 чёрная ладья · c6 чёрная пешка · d6 чёрный король · e6 чёрный конь · b5 чёрная ладья · e4 белая пешка · h4 чёрный ферзь · h3 белый слон · a1 белый король | b8 чёрный слон · e8 чёрный слон · f8 чёрный конь · c7 белая пешка · d7 белая пешка · b6 чёрная ладья · c6 чёрная пешка · d6 чёрный король · e6 чёрный конь · b5 чёрная ладья · e4 белая пешка · h4 чёрный ферзь · h3 белый слон · a1 белый король | b8 чёрный слон · e8 чёрный слон · f8 чёрный конь · c7 белая пешка · d7 белая пешка · b6 чёрная ладья · c6 чёрная пешка · d6 чёрный король · e6 чёрный конь · b5 чёрная ладья · e4 белая пешка · h4 чёрный ферзь · h3 белый слон · a1 белый король | b8 чёрный слон · e8 чёрный слон · f8 чёрный конь · c7 белая пешка · d7 белая пешка · b6 чёрная ладья · c6 чёрная пешка · d6 чёрный король · e6 чёрный конь · b5 чёрная ладья · e4 белая пешка · h4 чёрный ферзь · h3 белый слон · a1 белый король | b8 чёрный слон · e8 чёрный слон · f8 чёрный конь · c7 белая пешка · d7 белая пешка · b6 чёрная ладья · c6 чёрная пешка · d6 чёрный король · e6 чёрный конь · b5 чёрная ладья · e4 белая пешка · h4 чёрный ферзь · h3 белый слон · a1 белый король | b8 чёрный слон · e8 чёрный слон · f8 чёрный конь · c7 белая пешка · d7 белая пешка · b6 чёрная ладья · c6 чёрная пешка · d6 чёрный король · e6 чёрный конь · b5 чёрная ладья · e4 белая пешка · h4 чёрный ферзь · h3 белый слон · a1 белый король | b8 чёрный слон · e8 чёрный слон · f8 чёрный конь · c7 белая пешка · d7 белая пешка · b6 чёрная ладья · c6 чёрная пешка · d6 чёрный король · e6 чёрный конь · b5 чёрная ладья · e4 белая пешка · h4 чёрный ферзь · h3 белый слон · a1 белый король | 6 |
| 5 | b8 чёрный слон · e8 чёрный слон · f8 чёрный конь · c7 белая пешка · d7 белая пешка · b6 чёрная ладья · c6 чёрная пешка · d6 чёрный король · e6 чёрный конь · b5 чёрная ладья · e4 белая пешка · h4 чёрный ферзь · h3 белый слон · a1 белый король | b8 чёрный слон · e8 чёрный слон · f8 чёрный конь · c7 белая пешка · d7 белая пешка · b6 чёрная ладья · c6 чёрная пешка · d6 чёрный король · e6 чёрный конь · b5 чёрная ладья · e4 белая пешка · h4 чёрный ферзь · h3 белый слон · a1 белый король | b8 чёрный слон · e8 чёрный слон · f8 чёрный конь · c7 белая пешка · d7 белая пешка · b6 чёрная ладья · c6 чёрная пешка · d6 чёрный король · e6 чёрный конь · b5 чёрная ладья · e4 белая пешка · h4 чёрный ферзь · h3 белый слон · a1 белый король | b8 чёрный слон · e8 чёрный слон · f8 чёрный конь · c7 белая пешка · d7 белая пешка · b6 чёрная ладья · c6 чёрная пешка · d6 чёрный король · e6 чёрный конь · b5 чёрная ладья · e4 белая пешка · h4 чёрный ферзь · h3 белый слон · a1 белый король | b8 чёрный слон · e8 чёрный слон · f8 чёрный конь · c7 белая пешка · d7 белая пешка · b6 чёрная ладья · c6 чёрная пешка · d6 чёрный король · e6 чёрный конь · b5 чёрная ладья · e4 белая пешка · h4 чёрный ферзь · h3 белый слон · a1 белый король | b8 чёрный слон · e8 чёрный слон · f8 чёрный конь · c7 белая пешка · d7 белая пешка · b6 чёрная ладья · c6 чёрная пешка · d6 чёрный король · e6 чёрный конь · b5 чёрная ладья · e4 белая пешка · h4 чёрный ферзь · h3 белый слон · a1 белый король | b8 чёрный слон · e8 чёрный слон · f8 чёрный конь · c7 белая пешка · d7 белая пешка · b6 чёрная ладья · c6 чёрная пешка · d6 чёрный король · e6 чёрный конь · b5 чёрная ладья · e4 белая пешка · h4 чёрный ферзь · h3 белый слон · a1 белый король | b8 чёрный слон · e8 чёрный слон · f8 чёрный конь · c7 белая пешка · d7 белая пешка · b6 чёрная ладья · c6 чёрная пешка · d6 чёрный король · e6 чёрный конь · b5 чёрная ладья · e4 белая пешка · h4 чёрный ферзь · h3 белый слон · a1 белый король | 5 |
| 4 | b8 чёрный слон · e8 чёрный слон · f8 чёрный конь · c7 белая пешка · d7 белая пешка · b6 чёрная ладья · c6 чёрная пешка · d6 чёрный король · e6 чёрный конь · b5 чёрная ладья · e4 белая пешка · h4 чёрный ферзь · h3 белый слон · a1 белый король | b8 чёрный слон · e8 чёрный слон · f8 чёрный конь · c7 белая пешка · d7 белая пешка · b6 чёрная ладья · c6 чёрная пешка · d6 чёрный король · e6 чёрный конь · b5 чёрная ладья · e4 белая пешка · h4 чёрный ферзь · h3 белый слон · a1 белый король | b8 чёрный слон · e8 чёрный слон · f8 чёрный конь · c7 белая пешка · d7 белая пешка · b6 чёрная ладья · c6 чёрная пешка · d6 чёрный король · e6 чёрный конь · b5 чёрная ладья · e4 белая пешка · h4 чёрный ферзь · h3 белый слон · a1 белый король | b8 чёрный слон · e8 чёрный слон · f8 чёрный конь · c7 белая пешка · d7 белая пешка · b6 чёрная ладья · c6 чёрная пешка · d6 чёрный король · e6 чёрный конь · b5 чёрная ладья · e4 белая пешка · h4 чёрный ферзь · h3 белый слон · a1 белый король | b8 чёрный слон · e8 чёрный слон · f8 чёрный конь · c7 белая пешка · d7 белая пешка · b6 чёрная ладья · c6 чёрная пешка · d6 чёрный король · e6 чёрный конь · b5 чёрная ладья · e4 белая пешка · h4 чёрный ферзь · h3 белый слон · a1 белый король | b8 чёрный слон · e8 чёрный слон · f8 чёрный конь · c7 белая пешка · d7 белая пешка · b6 чёрная ладья · c6 чёрная пешка · d6 чёрный король · e6 чёрный конь · b5 чёрная ладья · e4 белая пешка · h4 чёрный ферзь · h3 белый слон · a1 белый король | b8 чёрный слон · e8 чёрный слон · f8 чёрный конь · c7 белая пешка · d7 белая пешка · b6 чёрная ладья · c6 чёрная пешка · d6 чёрный король · e6 чёрный конь · b5 чёрная ладья · e4 белая пешка · h4 чёрный ферзь · h3 белый слон · a1 белый король | b8 чёрный слон · e8 чёрный слон · f8 чёрный конь · c7 белая пешка · d7 белая пешка · b6 чёрная ладья · c6 чёрная пешка · d6 чёрный король · e6 чёрный конь · b5 чёрная ладья · e4 белая пешка · h4 чёрный ферзь · h3 белый слон · a1 белый король | 4 |
| 3 | b8 чёрный слон · e8 чёрный слон · f8 чёрный конь · c7 белая пешка · d7 белая пешка · b6 чёрная ладья · c6 чёрная пешка · d6 чёрный король · e6 чёрный конь · b5 чёрная ладья · e4 белая пешка · h4 чёрный ферзь · h3 белый слон · a1 белый король | b8 чёрный слон · e8 чёрный слон · f8 чёрный конь · c7 белая пешка · d7 белая пешка · b6 чёрная ладья · c6 чёрная пешка · d6 чёрный король · e6 чёрный конь · b5 чёрная ладья · e4 белая пешка · h4 чёрный ферзь · h3 белый слон · a1 белый король | b8 чёрный слон · e8 чёрный слон · f8 чёрный конь · c7 белая пешка · d7 белая пешка · b6 чёрная ладья · c6 чёрная пешка · d6 чёрный король · e6 чёрный конь · b5 чёрная ладья · e4 белая пешка · h4 чёрный ферзь · h3 белый слон · a1 белый король | b8 чёрный слон · e8 чёрный слон · f8 чёрный конь · c7 белая пешка · d7 белая пешка · b6 чёрная ладья · c6 чёрная пешка · d6 чёрный король · e6 чёрный конь · b5 чёрная ладья · e4 белая пешка · h4 чёрный ферзь · h3 белый слон · a1 белый король | b8 чёрный слон · e8 чёрный слон · f8 чёрный конь · c7 белая пешка · d7 белая пешка · b6 чёрная ладья · c6 чёрная пешка · d6 чёрный король · e6 чёрный конь · b5 чёрная ладья · e4 белая пешка · h4 чёрный ферзь · h3 белый слон · a1 белый король | b8 чёрный слон · e8 чёрный слон · f8 чёрный конь · c7 белая пешка · d7 белая пешка · b6 чёрная ладья · c6 чёрная пешка · d6 чёрный король · e6 чёрный конь · b5 чёрная ладья · e4 белая пешка · h4 чёрный ферзь · h3 белый слон · a1 белый король | b8 чёрный слон · e8 чёрный слон · f8 чёрный конь · c7 белая пешка · d7 белая пешка · b6 чёрная ладья · c6 чёрная пешка · d6 чёрный король · e6 чёрный конь · b5 чёрная ладья · e4 белая пешка · h4 чёрный ферзь · h3 белый слон · a1 белый король | b8 чёрный слон · e8 чёрный слон · f8 чёрный конь · c7 белая пешка · d7 белая пешка · b6 чёрная ладья · c6 чёрная пешка · d6 чёрный король · e6 чёрный конь · b5 чёрная ладья · e4 белая пешка · h4 чёрный ферзь · h3 белый слон · a1 белый король | 3 |
| 2 | b8 чёрный слон · e8 чёрный слон · f8 чёрный конь · c7 белая пешка · d7 белая пешка · b6 чёрная ладья · c6 чёрная пешка · d6 чёрный король · e6 чёрный конь · b5 чёрная ладья · e4 белая пешка · h4 чёрный ферзь · h3 белый слон · a1 белый король | b8 чёрный слон · e8 чёрный слон · f8 чёрный конь · c7 белая пешка · d7 белая пешка · b6 чёрная ладья · c6 чёрная пешка · d6 чёрный король · e6 чёрный конь · b5 чёрная ладья · e4 белая пешка · h4 чёрный ферзь · h3 белый слон · a1 белый король | b8 чёрный слон · e8 чёрный слон · f8 чёрный конь · c7 белая пешка · d7 белая пешка · b6 чёрная ладья · c6 чёрная пешка · d6 чёрный король · e6 чёрный конь · b5 чёрная ладья · e4 белая пешка · h4 чёрный ферзь · h3 белый слон · a1 белый король | b8 чёрный слон · e8 чёрный слон · f8 чёрный конь · c7 белая пешка · d7 белая пешка · b6 чёрная ладья · c6 чёрная пешка · d6 чёрный король · e6 чёрный конь · b5 чёрная ладья · e4 белая пешка · h4 чёрный ферзь · h3 белый слон · a1 белый король | b8 чёрный слон · e8 чёрный слон · f8 чёрный конь · c7 белая пешка · d7 белая пешка · b6 чёрная ладья · c6 чёрная пешка · d6 чёрный король · e6 чёрный конь · b5 чёрная ладья · e4 белая пешка · h4 чёрный ферзь · h3 белый слон · a1 белый король | b8 чёрный слон · e8 чёрный слон · f8 чёрный конь · c7 белая пешка · d7 белая пешка · b6 чёрная ладья · c6 чёрная пешка · d6 чёрный король · e6 чёрный конь · b5 чёрная ладья · e4 белая пешка · h4 чёрный ферзь · h3 белый слон · a1 белый король | b8 чёрный слон · e8 чёрный слон · f8 чёрный конь · c7 белая пешка · d7 белая пешка · b6 чёрная ладья · c6 чёрная пешка · d6 чёрный король · e6 чёрный конь · b5 чёрная ладья · e4 белая пешка · h4 чёрный ферзь · h3 белый слон · a1 белый король | b8 чёрный слон · e8 чёрный слон · f8 чёрный конь · c7 белая пешка · d7 белая пешка · b6 чёрная ладья · c6 чёрная пешка · d6 чёрный король · e6 чёрный конь · b5 чёрная ладья · e4 белая пешка · h4 чёрный ферзь · h3 белый слон · a1 белый король | 2 |
| 1 | b8 чёрный слон · e8 чёрный слон · f8 чёрный конь · c7 белая пешка · d7 белая пешка · b6 чёрная ладья · c6 чёрная пешка · d6 чёрный король · e6 чёрный конь · b5 чёрная ладья · e4 белая пешка · h4 чёрный ферзь · h3 белый слон · a1 белый король | b8 чёрный слон · e8 чёрный слон · f8 чёрный конь · c7 белая пешка · d7 белая пешка · b6 чёрная ладья · c6 чёрная пешка · d6 чёрный король · e6 чёрный конь · b5 чёрная ладья · e4 белая пешка · h4 чёрный ферзь · h3 белый слон · a1 белый король | b8 чёрный слон · e8 чёрный слон · f8 чёрный конь · c7 белая пешка · d7 белая пешка · b6 чёрная ладья · c6 чёрная пешка · d6 чёрный король · e6 чёрный конь · b5 чёрная ладья · e4 белая пешка · h4 чёрный ферзь · h3 белый слон · a1 белый король | b8 чёрный слон · e8 чёрный слон · f8 чёрный конь · c7 белая пешка · d7 белая пешка · b6 чёрная ладья · c6 чёрная пешка · d6 чёрный король · e6 чёрный конь · b5 чёрная ладья · e4 белая пешка · h4 чёрный ферзь · h3 белый слон · a1 белый король | b8 чёрный слон · e8 чёрный слон · f8 чёрный конь · c7 белая пешка · d7 белая пешка · b6 чёрная ладья · c6 чёрная пешка · d6 чёрный король · e6 чёрный конь · b5 чёрная ладья · e4 белая пешка · h4 чёрный ферзь · h3 белый слон · a1 белый король | b8 чёрный слон · e8 чёрный слон · f8 чёрный конь · c7 белая пешка · d7 белая пешка · b6 чёрная ладья · c6 чёрная пешка · d6 чёрный король · e6 чёрный конь · b5 чёрная ладья · e4 белая пешка · h4 чёрный ферзь · h3 белый слон · a1 белый король | b8 чёрный слон · e8 чёрный слон · f8 чёрный конь · c7 белая пешка · d7 белая пешка · b6 чёрная ладья · c6 чёрная пешка · d6 чёрный король · e6 чёрный конь · b5 чёрная ладья · e4 белая пешка · h4 чёрный ферзь · h3 белый слон · a1 белый король | b8 чёрный слон · e8 чёрный слон · f8 чёрный конь · c7 белая пешка · d7 белая пешка · b6 чёрная ладья · c6 чёрная пешка · d6 чёрный король · e6 чёрный конь · b5 чёрная ладья · e4 белая пешка · h4 чёрный ферзь · h3 белый слон · a1 белый король | 1 |
|   | a | b | c | d | e | f | g | h |   |

Кооперативный мат в 2 хода.
4 решения: 

I. 1.Ле5 d8C 2.Kc5 с8К# 

II. 1.Фd8 deЛ 2.Kpd7 cdФ# 

III. 1.Kd8 c8C 2.Kpc7 deK# 

IV. 1.Kg5 cbЛ 2.Kpc7 d8Ф#
Квартет превращений каждой из двух белых пешек.
|   | a | b | c | d | e | f | g | h |   |
| - | --- | --- | --- | --- | --- | --- | --- | --- | - |
| 8 | f8 чёрный слон · d7 белый слон · e7 чёрный король · f7 белая пешка · g7 белая пешка · h7 белая ладья · b6 чёрная пешка · c6 белая пешка · e6 чёрная пешка · b5 белая пешка · e5 белый слон · h3 чёрная пешка · f2 белая ладья · g2 чёрная пешка · h2 чёрная ладья · g1 белый король | f8 чёрный слон · d7 белый слон · e7 чёрный король · f7 белая пешка · g7 белая пешка · h7 белая ладья · b6 чёрная пешка · c6 белая пешка · e6 чёрная пешка · b5 белая пешка · e5 белый слон · h3 чёрная пешка · f2 белая ладья · g2 чёрная пешка · h2 чёрная ладья · g1 белый король | f8 чёрный слон · d7 белый слон · e7 чёрный король · f7 белая пешка · g7 белая пешка · h7 белая ладья · b6 чёрная пешка · c6 белая пешка · e6 чёрная пешка · b5 белая пешка · e5 белый слон · h3 чёрная пешка · f2 белая ладья · g2 чёрная пешка · h2 чёрная ладья · g1 белый король | f8 чёрный слон · d7 белый слон · e7 чёрный король · f7 белая пешка · g7 белая пешка · h7 белая ладья · b6 чёрная пешка · c6 белая пешка · e6 чёрная пешка · b5 белая пешка · e5 белый слон · h3 чёрная пешка · f2 белая ладья · g2 чёрная пешка · h2 чёрная ладья · g1 белый король | f8 чёрный слон · d7 белый слон · e7 чёрный король · f7 белая пешка · g7 белая пешка · h7 белая ладья · b6 чёрная пешка · c6 белая пешка · e6 чёрная пешка · b5 белая пешка · e5 белый слон · h3 чёрная пешка · f2 белая ладья · g2 чёрная пешка · h2 чёрная ладья · g1 белый король | f8 чёрный слон · d7 белый слон · e7 чёрный король · f7 белая пешка · g7 белая пешка · h7 белая ладья · b6 чёрная пешка · c6 белая пешка · e6 чёрная пешка · b5 белая пешка · e5 белый слон · h3 чёрная пешка · f2 белая ладья · g2 чёрная пешка · h2 чёрная ладья · g1 белый король | f8 чёрный слон · d7 белый слон · e7 чёрный король · f7 белая пешка · g7 белая пешка · h7 белая ладья · b6 чёрная пешка · c6 белая пешка · e6 чёрная пешка · b5 белая пешка · e5 белый слон · h3 чёрная пешка · f2 белая ладья · g2 чёрная пешка · h2 чёрная ладья · g1 белый король | f8 чёрный слон · d7 белый слон · e7 чёрный король · f7 белая пешка · g7 белая пешка · h7 белая ладья · b6 чёрная пешка · c6 белая пешка · e6 чёрная пешка · b5 белая пешка · e5 белый слон · h3 чёрная пешка · f2 белая ладья · g2 чёрная пешка · h2 чёрная ладья · g1 белый король | 8 |
| 7 | f8 чёрный слон · d7 белый слон · e7 чёрный король · f7 белая пешка · g7 белая пешка · h7 белая ладья · b6 чёрная пешка · c6 белая пешка · e6 чёрная пешка · b5 белая пешка · e5 белый слон · h3 чёрная пешка · f2 белая ладья · g2 чёрная пешка · h2 чёрная ладья · g1 белый король | f8 чёрный слон · d7 белый слон · e7 чёрный король · f7 белая пешка · g7 белая пешка · h7 белая ладья · b6 чёрная пешка · c6 белая пешка · e6 чёрная пешка · b5 белая пешка · e5 белый слон · h3 чёрная пешка · f2 белая ладья · g2 чёрная пешка · h2 чёрная ладья · g1 белый король | f8 чёрный слон · d7 белый слон · e7 чёрный король · f7 белая пешка · g7 белая пешка · h7 белая ладья · b6 чёрная пешка · c6 белая пешка · e6 чёрная пешка · b5 белая пешка · e5 белый слон · h3 чёрная пешка · f2 белая ладья · g2 чёрная пешка · h2 чёрная ладья · g1 белый король | f8 чёрный слон · d7 белый слон · e7 чёрный король · f7 белая пешка · g7 белая пешка · h7 белая ладья · b6 чёрная пешка · c6 белая пешка · e6 чёрная пешка · b5 белая пешка · e5 белый слон · h3 чёрная пешка · f2 белая ладья · g2 чёрная пешка · h2 чёрная ладья · g1 белый король | f8 чёрный слон · d7 белый слон · e7 чёрный король · f7 белая пешка · g7 белая пешка · h7 белая ладья · b6 чёрная пешка · c6 белая пешка · e6 чёрная пешка · b5 белая пешка · e5 белый слон · h3 чёрная пешка · f2 белая ладья · g2 чёрная пешка · h2 чёрная ладья · g1 белый король | f8 чёрный слон · d7 белый слон · e7 чёрный король · f7 белая пешка · g7 белая пешка · h7 белая ладья · b6 чёрная пешка · c6 белая пешка · e6 чёрная пешка · b5 белая пешка · e5 белый слон · h3 чёрная пешка · f2 белая ладья · g2 чёрная пешка · h2 чёрная ладья · g1 белый король | f8 чёрный слон · d7 белый слон · e7 чёрный король · f7 белая пешка · g7 белая пешка · h7 белая ладья · b6 чёрная пешка · c6 белая пешка · e6 чёрная пешка · b5 белая пешка · e5 белый слон · h3 чёрная пешка · f2 белая ладья · g2 чёрная пешка · h2 чёрная ладья · g1 белый король | f8 чёрный слон · d7 белый слон · e7 чёрный король · f7 белая пешка · g7 белая пешка · h7 белая ладья · b6 чёрная пешка · c6 белая пешка · e6 чёрная пешка · b5 белая пешка · e5 белый слон · h3 чёрная пешка · f2 белая ладья · g2 чёрная пешка · h2 чёрная ладья · g1 белый король | 7 |
| 6 | f8 чёрный слон · d7 белый слон · e7 чёрный король · f7 белая пешка · g7 белая пешка · h7 белая ладья · b6 чёрная пешка · c6 белая пешка · e6 чёрная пешка · b5 белая пешка · e5 белый слон · h3 чёрная пешка · f2 белая ладья · g2 чёрная пешка · h2 чёрная ладья · g1 белый король | f8 чёрный слон · d7 белый слон · e7 чёрный король · f7 белая пешка · g7 белая пешка · h7 белая ладья · b6 чёрная пешка · c6 белая пешка · e6 чёрная пешка · b5 белая пешка · e5 белый слон · h3 чёрная пешка · f2 белая ладья · g2 чёрная пешка · h2 чёрная ладья · g1 белый король | f8 чёрный слон · d7 белый слон · e7 чёрный король · f7 белая пешка · g7 белая пешка · h7 белая ладья · b6 чёрная пешка · c6 белая пешка · e6 чёрная пешка · b5 белая пешка · e5 белый слон · h3 чёрная пешка · f2 белая ладья · g2 чёрная пешка · h2 чёрная ладья · g1 белый король | f8 чёрный слон · d7 белый слон · e7 чёрный король · f7 белая пешка · g7 белая пешка · h7 белая ладья · b6 чёрная пешка · c6 белая пешка · e6 чёрная пешка · b5 белая пешка · e5 белый слон · h3 чёрная пешка · f2 белая ладья · g2 чёрная пешка · h2 чёрная ладья · g1 белый король | f8 чёрный слон · d7 белый слон · e7 чёрный король · f7 белая пешка · g7 белая пешка · h7 белая ладья · b6 чёрная пешка · c6 белая пешка · e6 чёрная пешка · b5 белая пешка · e5 белый слон · h3 чёрная пешка · f2 белая ладья · g2 чёрная пешка · h2 чёрная ладья · g1 белый король | f8 чёрный слон · d7 белый слон · e7 чёрный король · f7 белая пешка · g7 белая пешка · h7 белая ладья · b6 чёрная пешка · c6 белая пешка · e6 чёрная пешка · b5 белая пешка · e5 белый слон · h3 чёрная пешка · f2 белая ладья · g2 чёрная пешка · h2 чёрная ладья · g1 белый король | f8 чёрный слон · d7 белый слон · e7 чёрный король · f7 белая пешка · g7 белая пешка · h7 белая ладья · b6 чёрная пешка · c6 белая пешка · e6 чёрная пешка · b5 белая пешка · e5 белый слон · h3 чёрная пешка · f2 белая ладья · g2 чёрная пешка · h2 чёрная ладья · g1 белый король | f8 чёрный слон · d7 белый слон · e7 чёрный король · f7 белая пешка · g7 белая пешка · h7 белая ладья · b6 чёрная пешка · c6 белая пешка · e6 чёрная пешка · b5 белая пешка · e5 белый слон · h3 чёрная пешка · f2 белая ладья · g2 чёрная пешка · h2 чёрная ладья · g1 белый король | 6 |
| 5 | f8 чёрный слон · d7 белый слон · e7 чёрный король · f7 белая пешка · g7 белая пешка · h7 белая ладья · b6 чёрная пешка · c6 белая пешка · e6 чёрная пешка · b5 белая пешка · e5 белый слон · h3 чёрная пешка · f2 белая ладья · g2 чёрная пешка · h2 чёрная ладья · g1 белый король | f8 чёрный слон · d7 белый слон · e7 чёрный король · f7 белая пешка · g7 белая пешка · h7 белая ладья · b6 чёрная пешка · c6 белая пешка · e6 чёрная пешка · b5 белая пешка · e5 белый слон · h3 чёрная пешка · f2 белая ладья · g2 чёрная пешка · h2 чёрная ладья · g1 белый король | f8 чёрный слон · d7 белый слон · e7 чёрный король · f7 белая пешка · g7 белая пешка · h7 белая ладья · b6 чёрная пешка · c6 белая пешка · e6 чёрная пешка · b5 белая пешка · e5 белый слон · h3 чёрная пешка · f2 белая ладья · g2 чёрная пешка · h2 чёрная ладья · g1 белый король | f8 чёрный слон · d7 белый слон · e7 чёрный король · f7 белая пешка · g7 белая пешка · h7 белая ладья · b6 чёрная пешка · c6 белая пешка · e6 чёрная пешка · b5 белая пешка · e5 белый слон · h3 чёрная пешка · f2 белая ладья · g2 чёрная пешка · h2 чёрная ладья · g1 белый король | f8 чёрный слон · d7 белый слон · e7 чёрный король · f7 белая пешка · g7 белая пешка · h7 белая ладья · b6 чёрная пешка · c6 белая пешка · e6 чёрная пешка · b5 белая пешка · e5 белый слон · h3 чёрная пешка · f2 белая ладья · g2 чёрная пешка · h2 чёрная ладья · g1 белый король | f8 чёрный слон · d7 белый слон · e7 чёрный король · f7 белая пешка · g7 белая пешка · h7 белая ладья · b6 чёрная пешка · c6 белая пешка · e6 чёрная пешка · b5 белая пешка · e5 белый слон · h3 чёрная пешка · f2 белая ладья · g2 чёрная пешка · h2 чёрная ладья · g1 белый король | f8 чёрный слон · d7 белый слон · e7 чёрный король · f7 белая пешка · g7 белая пешка · h7 белая ладья · b6 чёрная пешка · c6 белая пешка · e6 чёрная пешка · b5 белая пешка · e5 белый слон · h3 чёрная пешка · f2 белая ладья · g2 чёрная пешка · h2 чёрная ладья · g1 белый король | f8 чёрный слон · d7 белый слон · e7 чёрный король · f7 белая пешка · g7 белая пешка · h7 белая ладья · b6 чёрная пешка · c6 белая пешка · e6 чёрная пешка · b5 белая пешка · e5 белый слон · h3 чёрная пешка · f2 белая ладья · g2 чёрная пешка · h2 чёрная ладья · g1 белый король | 5 |
| 4 | f8 чёрный слон · d7 белый слон · e7 чёрный король · f7 белая пешка · g7 белая пешка · h7 белая ладья · b6 чёрная пешка · c6 белая пешка · e6 чёрная пешка · b5 белая пешка · e5 белый слон · h3 чёрная пешка · f2 белая ладья · g2 чёрная пешка · h2 чёрная ладья · g1 белый король | f8 чёрный слон · d7 белый слон · e7 чёрный король · f7 белая пешка · g7 белая пешка · h7 белая ладья · b6 чёрная пешка · c6 белая пешка · e6 чёрная пешка · b5 белая пешка · e5 белый слон · h3 чёрная пешка · f2 белая ладья · g2 чёрная пешка · h2 чёрная ладья · g1 белый король | f8 чёрный слон · d7 белый слон · e7 чёрный король · f7 белая пешка · g7 белая пешка · h7 белая ладья · b6 чёрная пешка · c6 белая пешка · e6 чёрная пешка · b5 белая пешка · e5 белый слон · h3 чёрная пешка · f2 белая ладья · g2 чёрная пешка · h2 чёрная ладья · g1 белый король | f8 чёрный слон · d7 белый слон · e7 чёрный король · f7 белая пешка · g7 белая пешка · h7 белая ладья · b6 чёрная пешка · c6 белая пешка · e6 чёрная пешка · b5 белая пешка · e5 белый слон · h3 чёрная пешка · f2 белая ладья · g2 чёрная пешка · h2 чёрная ладья · g1 белый король | f8 чёрный слон · d7 белый слон · e7 чёрный король · f7 белая пешка · g7 белая пешка · h7 белая ладья · b6 чёрная пешка · c6 белая пешка · e6 чёрная пешка · b5 белая пешка · e5 белый слон · h3 чёрная пешка · f2 белая ладья · g2 чёрная пешка · h2 чёрная ладья · g1 белый король | f8 чёрный слон · d7 белый слон · e7 чёрный король · f7 белая пешка · g7 белая пешка · h7 белая ладья · b6 чёрная пешка · c6 белая пешка · e6 чёрная пешка · b5 белая пешка · e5 белый слон · h3 чёрная пешка · f2 белая ладья · g2 чёрная пешка · h2 чёрная ладья · g1 белый король | f8 чёрный слон · d7 белый слон · e7 чёрный король · f7 белая пешка · g7 белая пешка · h7 белая ладья · b6 чёрная пешка · c6 белая пешка · e6 чёрная пешка · b5 белая пешка · e5 белый слон · h3 чёрная пешка · f2 белая ладья · g2 чёрная пешка · h2 чёрная ладья · g1 белый король | f8 чёрный слон · d7 белый слон · e7 чёрный король · f7 белая пешка · g7 белая пешка · h7 белая ладья · b6 чёрная пешка · c6 белая пешка · e6 чёрная пешка · b5 белая пешка · e5 белый слон · h3 чёрная пешка · f2 белая ладья · g2 чёрная пешка · h2 чёрная ладья · g1 белый король | 4 |
| 3 | f8 чёрный слон · d7 белый слон · e7 чёрный король · f7 белая пешка · g7 белая пешка · h7 белая ладья · b6 чёрная пешка · c6 белая пешка · e6 чёрная пешка · b5 белая пешка · e5 белый слон · h3 чёрная пешка · f2 белая ладья · g2 чёрная пешка · h2 чёрная ладья · g1 белый король | f8 чёрный слон · d7 белый слон · e7 чёрный король · f7 белая пешка · g7 белая пешка · h7 белая ладья · b6 чёрная пешка · c6 белая пешка · e6 чёрная пешка · b5 белая пешка · e5 белый слон · h3 чёрная пешка · f2 белая ладья · g2 чёрная пешка · h2 чёрная ладья · g1 белый король | f8 чёрный слон · d7 белый слон · e7 чёрный король · f7 белая пешка · g7 белая пешка · h7 белая ладья · b6 чёрная пешка · c6 белая пешка · e6 чёрная пешка · b5 белая пешка · e5 белый слон · h3 чёрная пешка · f2 белая ладья · g2 чёрная пешка · h2 чёрная ладья · g1 белый король | f8 чёрный слон · d7 белый слон · e7 чёрный король · f7 белая пешка · g7 белая пешка · h7 белая ладья · b6 чёрная пешка · c6 белая пешка · e6 чёрная пешка · b5 белая пешка · e5 белый слон · h3 чёрная пешка · f2 белая ладья · g2 чёрная пешка · h2 чёрная ладья · g1 белый король | f8 чёрный слон · d7 белый слон · e7 чёрный король · f7 белая пешка · g7 белая пешка · h7 белая ладья · b6 чёрная пешка · c6 белая пешка · e6 чёрная пешка · b5 белая пешка · e5 белый слон · h3 чёрная пешка · f2 белая ладья · g2 чёрная пешка · h2 чёрная ладья · g1 белый король | f8 чёрный слон · d7 белый слон · e7 чёрный король · f7 белая пешка · g7 белая пешка · h7 белая ладья · b6 чёрная пешка · c6 белая пешка · e6 чёрная пешка · b5 белая пешка · e5 белый слон · h3 чёрная пешка · f2 белая ладья · g2 чёрная пешка · h2 чёрная ладья · g1 белый король | f8 чёрный слон · d7 белый слон · e7 чёрный король · f7 белая пешка · g7 белая пешка · h7 белая ладья · b6 чёрная пешка · c6 белая пешка · e6 чёрная пешка · b5 белая пешка · e5 белый слон · h3 чёрная пешка · f2 белая ладья · g2 чёрная пешка · h2 чёрная ладья · g1 белый король | f8 чёрный слон · d7 белый слон · e7 чёрный король · f7 белая пешка · g7 белая пешка · h7 белая ладья · b6 чёрная пешка · c6 белая пешка · e6 чёрная пешка · b5 белая пешка · e5 белый слон · h3 чёрная пешка · f2 белая ладья · g2 чёрная пешка · h2 чёрная ладья · g1 белый король | 3 |
| 2 | f8 чёрный слон · d7 белый слон · e7 чёрный король · f7 белая пешка · g7 белая пешка · h7 белая ладья · b6 чёрная пешка · c6 белая пешка · e6 чёрная пешка · b5 белая пешка · e5 белый слон · h3 чёрная пешка · f2 белая ладья · g2 чёрная пешка · h2 чёрная ладья · g1 белый король | f8 чёрный слон · d7 белый слон · e7 чёрный король · f7 белая пешка · g7 белая пешка · h7 белая ладья · b6 чёрная пешка · c6 белая пешка · e6 чёрная пешка · b5 белая пешка · e5 белый слон · h3 чёрная пешка · f2 белая ладья · g2 чёрная пешка · h2 чёрная ладья · g1 белый король | f8 чёрный слон · d7 белый слон · e7 чёрный король · f7 белая пешка · g7 белая пешка · h7 белая ладья · b6 чёрная пешка · c6 белая пешка · e6 чёрная пешка · b5 белая пешка · e5 белый слон · h3 чёрная пешка · f2 белая ладья · g2 чёрная пешка · h2 чёрная ладья · g1 белый король | f8 чёрный слон · d7 белый слон · e7 чёрный король · f7 белая пешка · g7 белая пешка · h7 белая ладья · b6 чёрная пешка · c6 белая пешка · e6 чёрная пешка · b5 белая пешка · e5 белый слон · h3 чёрная пешка · f2 белая ладья · g2 чёрная пешка · h2 чёрная ладья · g1 белый король | f8 чёрный слон · d7 белый слон · e7 чёрный король · f7 белая пешка · g7 белая пешка · h7 белая ладья · b6 чёрная пешка · c6 белая пешка · e6 чёрная пешка · b5 белая пешка · e5 белый слон · h3 чёрная пешка · f2 белая ладья · g2 чёрная пешка · h2 чёрная ладья · g1 белый король | f8 чёрный слон · d7 белый слон · e7 чёрный король · f7 белая пешка · g7 белая пешка · h7 белая ладья · b6 чёрная пешка · c6 белая пешка · e6 чёрная пешка · b5 белая пешка · e5 белый слон · h3 чёрная пешка · f2 белая ладья · g2 чёрная пешка · h2 чёрная ладья · g1 белый король | f8 чёрный слон · d7 белый слон · e7 чёрный король · f7 белая пешка · g7 белая пешка · h7 белая ладья · b6 чёрная пешка · c6 белая пешка · e6 чёрная пешка · b5 белая пешка · e5 белый слон · h3 чёрная пешка · f2 белая ладья · g2 чёрная пешка · h2 чёрная ладья · g1 белый король | f8 чёрный слон · d7 белый слон · e7 чёрный король · f7 белая пешка · g7 белая пешка · h7 белая ладья · b6 чёрная пешка · c6 белая пешка · e6 чёрная пешка · b5 белая пешка · e5 белый слон · h3 чёрная пешка · f2 белая ладья · g2 чёрная пешка · h2 чёрная ладья · g1 белый король | 2 |
| 1 | f8 чёрный слон · d7 белый слон · e7 чёрный король · f7 белая пешка · g7 белая пешка · h7 белая ладья · b6 чёрная пешка · c6 белая пешка · e6 чёрная пешка · b5 белая пешка · e5 белый слон · h3 чёрная пешка · f2 белая ладья · g2 чёрная пешка · h2 чёрная ладья · g1 белый король | f8 чёрный слон · d7 белый слон · e7 чёрный король · f7 белая пешка · g7 белая пешка · h7 белая ладья · b6 чёрная пешка · c6 белая пешка · e6 чёрная пешка · b5 белая пешка · e5 белый слон · h3 чёрная пешка · f2 белая ладья · g2 чёрная пешка · h2 чёрная ладья · g1 белый король | f8 чёрный слон · d7 белый слон · e7 чёрный король · f7 белая пешка · g7 белая пешка · h7 белая ладья · b6 чёрная пешка · c6 белая пешка · e6 чёрная пешка · b5 белая пешка · e5 белый слон · h3 чёрная пешка · f2 белая ладья · g2 чёрная пешка · h2 чёрная ладья · g1 белый король | f8 чёрный слон · d7 белый слон · e7 чёрный король · f7 белая пешка · g7 белая пешка · h7 белая ладья · b6 чёрная пешка · c6 белая пешка · e6 чёрная пешка · b5 белая пешка · e5 белый слон · h3 чёрная пешка · f2 белая ладья · g2 чёрная пешка · h2 чёрная ладья · g1 белый король | f8 чёрный слон · d7 белый слон · e7 чёрный король · f7 белая пешка · g7 белая пешка · h7 белая ладья · b6 чёрная пешка · c6 белая пешка · e6 чёрная пешка · b5 белая пешка · e5 белый слон · h3 чёрная пешка · f2 белая ладья · g2 чёрная пешка · h2 чёрная ладья · g1 белый король | f8 чёрный слон · d7 белый слон · e7 чёрный король · f7 белая пешка · g7 белая пешка · h7 белая ладья · b6 чёрная пешка · c6 белая пешка · e6 чёрная пешка · b5 белая пешка · e5 белый слон · h3 чёрная пешка · f2 белая ладья · g2 чёрная пешка · h2 чёрная ладья · g1 белый король | f8 чёрный слон · d7 белый слон · e7 чёрный король · f7 белая пешка · g7 белая пешка · h7 белая ладья · b6 чёрная пешка · c6 белая пешка · e6 чёрная пешка · b5 белая пешка · e5 белый слон · h3 чёрная пешка · f2 белая ладья · g2 чёрная пешка · h2 чёрная ладья · g1 белый король | f8 чёрный слон · d7 белый слон · e7 чёрный король · f7 белая пешка · g7 белая пешка · h7 белая ладья · b6 чёрная пешка · c6 белая пешка · e6 чёрная пешка · b5 белая пешка · e5 белый слон · h3 чёрная пешка · f2 белая ладья · g2 чёрная пешка · h2 чёрная ладья · g1 белый король | 1 |
|   | a | b | c | d | e | f | g | h |   |

Обратный мат в 2 хода.
Иллюзорная игра:

1...Kpd8 2.gfC! Лh1#, 1...C:g7 2.f8Л! Лh1#
Решение: 1.с7! цугцванг

1...Kp:d7 2.gfФ Лh1#, 1...C:g7 2.f8K! Лh1#
Задача-блок с одним квартетом превращений в игре двух белых пешек.